# Leon Lipszowicz

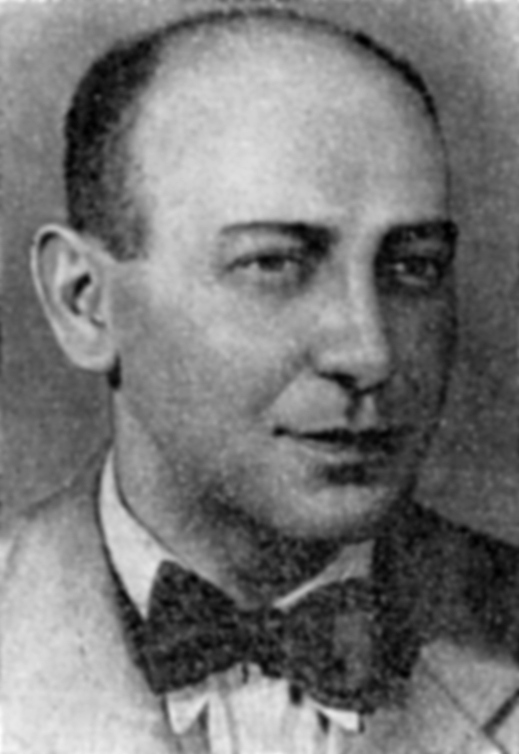
Leon Lipszowicz

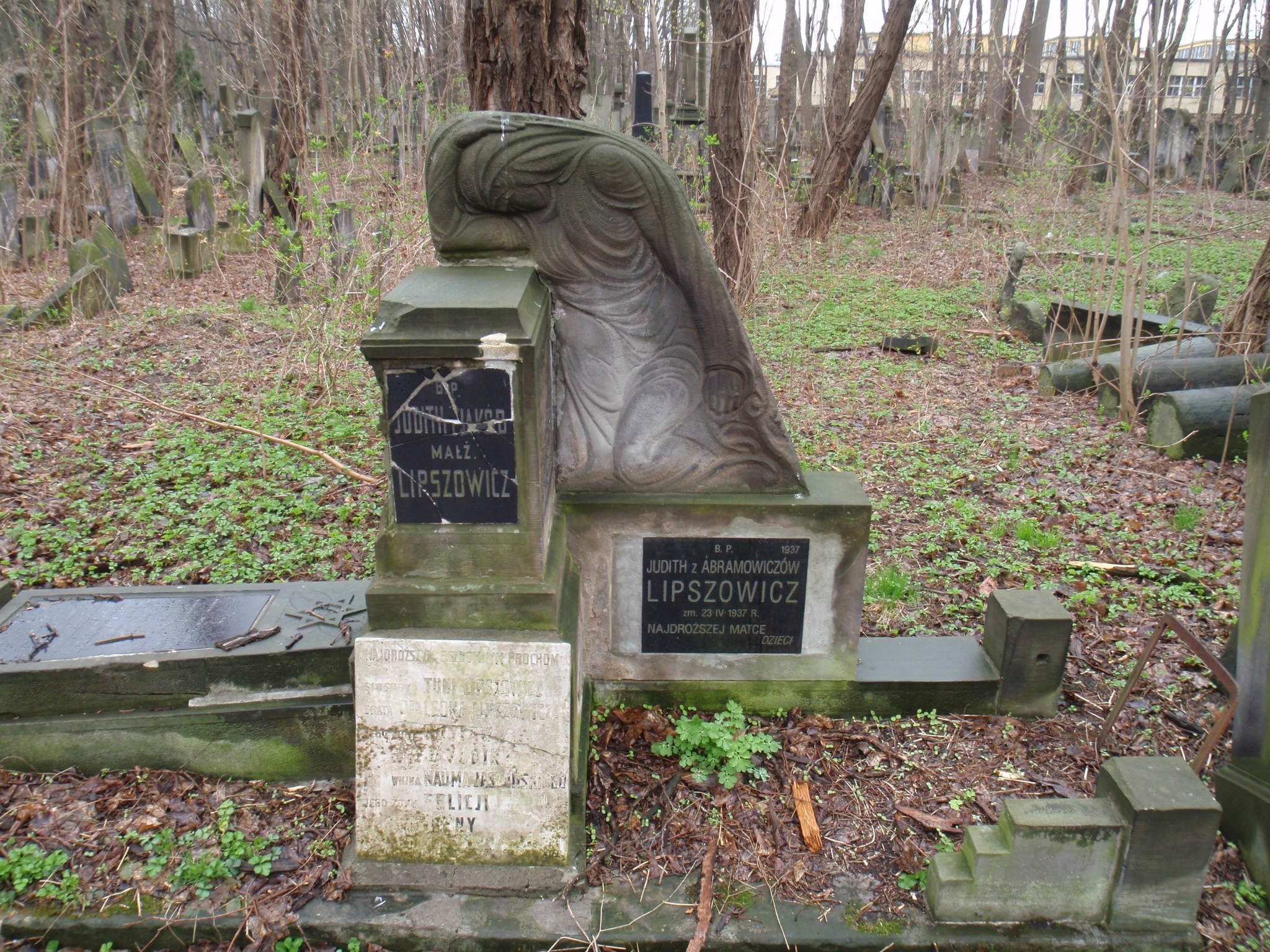
Grób rodziny Lipszowiczów a także symboliczny grób m.in. Leona Lipszowicza

Leon (Lew) Lipszowicz (ur. 24 września 1897, zm. 1941? w Warszawie) – polski lekarz neurolog i dziennikarz. 

## Życiorys
Dyplom lekarski uzyskał w 1926 roku. Następnie pracował w charakterze asystenta-wolontariusza na oddziale chorób nerwowych Szpitala na Czystem, najpierw u Edwarda Flataua, potem u Ludwika Bregmana i Eufemiusza Hermana. Poza zawodem lekarza trudnił się dziennikarstwem, współpracował z „Naszym Przeglądem”. 
Podczas II wojny światowej został przesiedlony do getta warszawskiego, gdzie zginął. 
Jego symboliczny grób i najbliższej rodziny znajduje się na cmentarzu żydowskim przy ulicy Okopowej w Warszawie.

## Prace
- Gruźlica a układ nerwowy w świetle nowszych badań. Therapia Nova 3 (9, 10, 11, 12), ss. 317-322, 400-406, 430-436 (1931)
- Prawdy oczywiste (zamiast odpowiedzi). Therapia Nova 3 (8), ss. 292-295 (1931)
- Bregman, Zamenhof, Lipszowicz. Altérations oculaires à la suite de traumatismes graves de la tête. Revue Neurologique 40 (1933)
- Zachowanie się odruchu rogówkowo-podbródkowego Flataua w schorzeniach korowych i podkorowych (zarazem przyczynek do semiotyki i topiki stanów nieprzytomnych). Warszawskie Czasopismo Lekarskie 11 (43, 44), ss. 729-732, 750-751 (1934)
- O asymetrycznych zaburzeniach roślinnych w przypadkach odosobnionego obwodowego porażenia nerwu twarzowego oraz znaczenie ich w patogenezie, rokowaniu i leczeniu. Kwartalnik Kliniczny Szpitala Starozakonnych 16 (3-4), ss. 101-105 (1937)
- (pod pseudonimem Dr J. Wąski) Lekarz domowy. Jak sobie radzić w nagłych wypadkach oraz jak się odżywiać w zdrowiu i chorobie. Wydanie trzecie. Warszawa: Nakładem Nowego Wydawnictwa, 1938